# Minuit magnétique

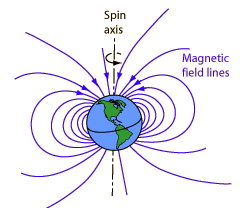
Illustration du champ magnétique terrestre.

Le minuit magnétique est la période de la journée où les pôles magnétiques nord ou sud de la Terre sont situés exactement entre le Soleil et un observateur terrestre. C'est le meilleur moment pour observer des aurores polaires,.